# Serge Parsani
Serge Parsani (Gorcy, 28 augustus 1952) is een voormalig Italiaans wielrenner. Hij was van 1976 tot 1983 prof bij dezelfde ploeg: Bianchi. In die periode behaalde hij enkele ereplaatsen. Als ploegleider was hij actief bij meerdere ploegen, onder andere bij de World Tour ploegen van Mapei (1999-2002), Quick·Step (2003-2008) en Katjoesja (2009-2011). In 2022 werd hij algemeen manager bij de nieuwe formatie Team Corratec.

## Belangrijkste overwinningen
1973
Trofeo Banca Popolare di Vicenza
1979
20e etappe Ronde van Frankrijk
1980
Cagliari-Sassari
1981
9e etappe Ronde van Italië
1983
1e etappe Ronde van Italië (Ploegentijdrit)

## Resultaten in voornaamste wedstrijden
| Jaar | Ronde van Italië | Ronde van Frankrijk | Ronde van Spanje |
| ---- | ---------------- | ------------------- | ---------------- |
| 1977 | 68e              | opgave              |                  |
| 1978 | 73e              |                     |                  |
| 1979 | 53e              | 66e (1)             |                  |
| 1980 | 26e              |                     |                  |
| 1981 | 31e (1)          |                     |                  |
| 1982 | 49e              |                     |                  |
| 1983 | 107e (1)         |                     |                  |

| Jaar | Milaan-San Remo |
| ---- | --------------- |
| 1974 | 26e             |
| 1977 | 89e             |
| 1978 | 119e            |
| 1980 | 44e             |